# Maksymilian Ogrodowicz
Maksymilian Teofil Ogrodowicz h. Brochwicz (ur. w 1815 roku w Poznaniu, zm. 2 maja 1848 we Wrześni) – polski szlachcic, spiskowiec. Uczestnik powstania listopadowego oraz powstań wielkopolskich 1846 roku i 1848 roku.

## Życiorys
Urodził się w rodzinie Franciszka Łukasza Ogrodowicza (1777-1850) h. Brochwicz i Teresy Krzesińskiej (ok. 1781-1824). Jego ojciec był weteranem powstania kościuszkowskiego. W chwili jego narodzin był mecenasem Trybunału Cywilnego Departamentu Poznańskiego. W 1816 r. był wymieniany jako patron trybunału miasta Kórnika. Następnie został mecenasem Sądu Najwyższej Instancji w Warszawie, a później radcą sprawiedliwości w Poznaniu. Dwukrotnie, w latach 1843 i 1844 był wybierany do rady miejskiej jako jej przewodniczący. Dziadek Karol Ogrodowicz był burmistrzem Pyzdr.
Po ukończeniu edukacji, wziął udział w powstaniu listopadowym. W powstaniu brał też udział jego brat, Napoleon Antoni (1806-1850). Ponadto w powstaniu brali też udział Józef i Leopold Ogrodowiczowie, jednakże brak wskazówek umożliwiających ich jednoznaczną identyfikację jako braci Maksymiliana. Maksymilian brał udział w obronie Warszawy, w czasie której dostał się do niewoli. Został uwolniony w 1833 roku, po czym powrócił do Wielkiego Księstwa Poznańskiego, gdzie trudnił się jako rządca. W tym czasie był członkiem kilku stowarzyszeń rolniczych. W 1846 r. został rządcą majątku Ludwika Antoniego Stanisława Poleskiego w Klunkwicy. 
W lutym 1846 r. skontaktował się ze Stanisławem Sadowskim w celu przystąpienia do spisku mającego na celu wywołanie powstania. Sadowski powierzył mu zadanie zorganizowania przygotowań do powstania we własnej okolicy i zawiadomienie pozostałych spiskowców. Do spisku miał też wciągnąć swojego brata Antoniego, przeciwko któremu dowody nie były jednak jednoznaczne. Na wieść o aresztowaniu Sadowskiego w dn. 25 lutego, Maksymilian udał się do Poznania. Namówił jednego ze spiskowców, Wincentego Chachulskiego, do zaatakowania Świecia w celu uwolnienia ks. Jana Tułodzieckiego, także zaangażowanego w przygotowania. Następnie miał się połączyć z jego oddziałem i wspólnie ruszyć do Galicji, gdzie powstanie przybrało bardziej dynamiczny obrót. Na wieść o niepowodzeniu misji Chachulskiego, Ogrodowicz udał się samotnie do granicy Królestwa Polskiego na wysokości Wrocławia. Po trzech dniach powrócił do Księstwa Poznańskiego, gdzie 5 kwietnia został aresztowany w okolicy Bydgoszczy. W czasie przesłuchania w dn. 10 sierpnia 1847 r. jego adwokat Gall zeznał, że jego wcześniejsze zeznania zostały wymuszone torturami, w tym spaniem w czasie mrozów na ziemi bez okrycia i morzeniem głodem. Przeciwko Ogrodowiczowi zeznali świadkowie, leśnik Boesig, ogrodnik Figurski i kucharz Sawicki. 2 grudnia 1847 r. sąd w Berlinie uznał braci Ogrodowiczów winnymi jako wspólników spisku i skazał ich na utratę kokardy, czyli szlachectwa oraz karę dożywotniego pozbawienia wolności w berlińskiej fortecy.

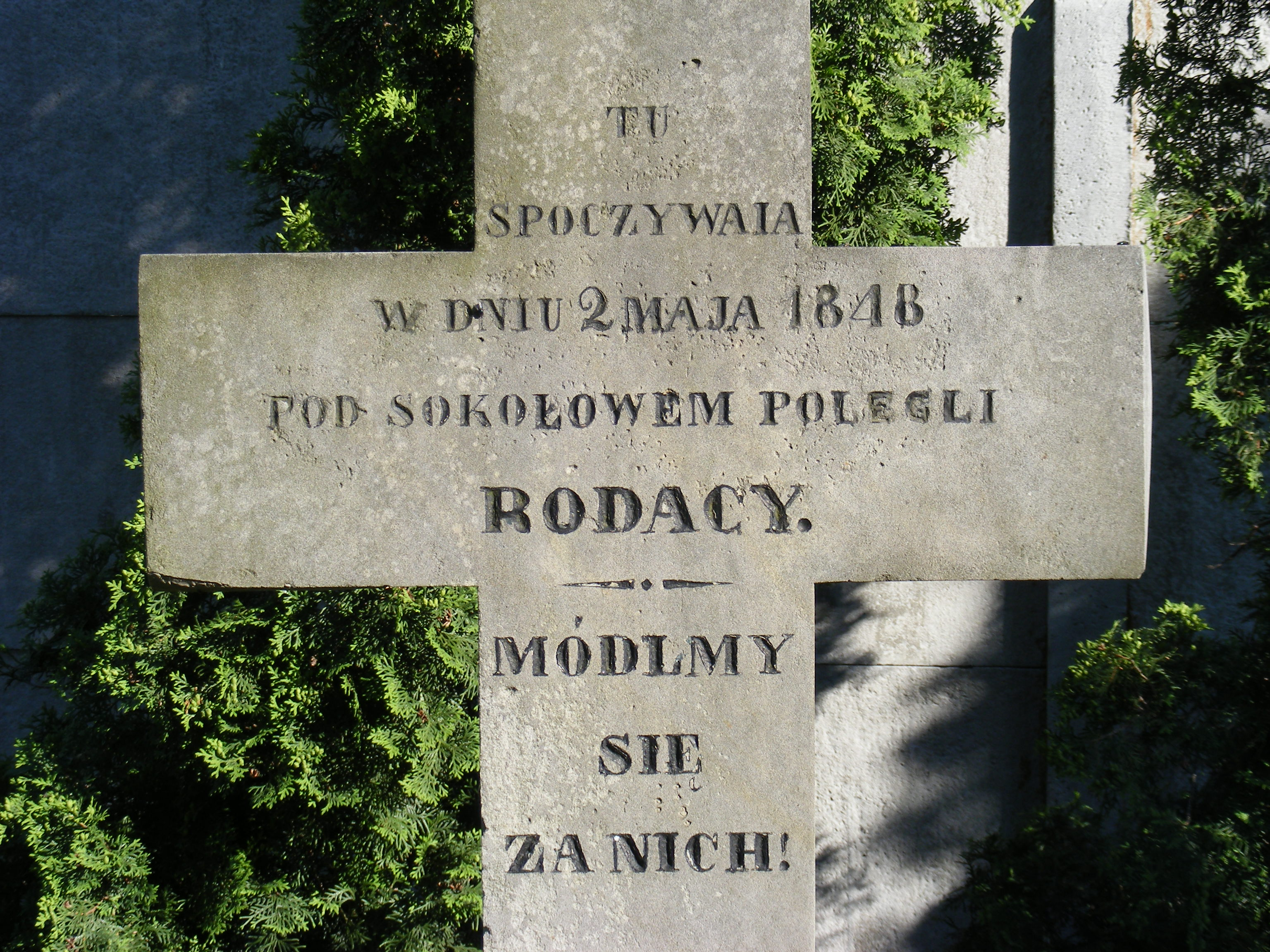
Krzyż na mogile zbiorowej powstańców wielkopolskich na cmentarzu farnym we Wrześni

Ogrodowicz został uwolniony z więzienia na skutek amnestii ogłoszonej w czasie rewolucji marcowej w 1848 roku. Po powrocie do kraju przyłączył się do drugiego powstania wielkopolskiego. Brał udział w bitwie pod Sokołowem, gdzie na skutek rany głowy zmarł 2 maja w lazarecie we Wrześni. Został pochowany w zbiorowej mogile powstańców na cmentarzu farnym we Wrześni.
W ślad za braćmi Ogrodowiczami podążyli dwaj synowie Napoleona Antoniego, Władysław Stanisław Wojciech (1841-1883) i Antoni Mikołaj (1846-1927), uczestnicy powstania styczniowego.
Postać Maksymiliana Ogrodowicza występuje w powieści Wiosna ludów aut. Macieja Wierzbińskiego z 1919 roku.